# Каркаре
Ка̀ркаре (на италиански: Carcare; на лигурски: Arcoa, Канкре) е градче и община в Северна Италия, провинция Савона, регион Лигурия. Разположено е на 365 m надморска височина. Населението на общината е 5614 души (към 2011 г.).